# (7760) 1990 RW3
(7760) 1990 RW3とは、小惑星帯に属する小惑星の1つである。
1990 RW3は、マッサリア族に属しているS型小惑星である。マッサリア族最大の小惑星であるマッサリアに隕石が衝突した際に、多数生じた破片がマッサリア族の起源である。その中で最大の破片が1990 RW3であると考えられているが、直径は7kmと、マッサリアの145.5kmと比べれば小さい。衝突は1.5億年から2億年前と推定されており、非常に若い。